# سمرة (خنفر)

تعديل مصدري - تعديل

سمرة هي إحدى قرى عزلة جعار بمديرية خنفر التابعة لمحافظة أبين، بلغ تعداد سكانها 26 نسمة حسب تعداد اليمن لعام 2004.